# IC 1116
IC 1116 ist eine cD-Galaxie vom Hubble-Typ E/S0 im Sternbild Schlange am Nordsternhimmel. Sie ist schätzungsweise 526 Millionen Lichtjahre von der Milchstraße entfernt und hat einen Durchmesser von etwa 190.000 Lj. 

Im selben Himmelsareal befinden sich u. a. die Galaxien NGC 5919 und NGC 5920.
Das Objekt wurde am 19. Juni 1890 von Edward D. Swift entdeckt.